# Trachinus cornutus
Trachinus cornutus és una espècie de peix de la família dels traquínids i de l'ordre dels cipriniformes que es troba a Xile.